# Pterolophia subvariolosa
Pterolophia subvariolosa là một loài bọ cánh cứng trong họ Cerambycidae.